# CEC Bank
O CEC Bank (antes de 6 de maio de 2008, Casa de Economii și Consemnațiuni, mas já conhecido como CEC), é uma instituição bancária romena de propriedade estatal.
Em 1990, logo após a Revolução Romena de 1989, a CEC detinha uma participação de 32,9% no mercado bancário romeno; em 2006, esse valor havia caído para 4,03%. No final de 2009, o CEC Bank possuía 1.351 agências, das quais mais de 800 estavam na zona rural da Romênia, muitas com apenas um ou dois funcionários. Em agosto de 2009, o banco possuía 2,7 milhões de clientes.

## História
A CEC foi fundada em 1864 - cinco anos após a união dos dois Principados do Danúbio e mais de uma década antes do estado romeno como tal - como a Casa de Depuneri Consi Consemnațiuni (literalmente "Casa de Depósitos e Consignações" mas efetivamente "Banco de Depósitos e Consignações": a casa romena é usada analogamente ao caisse francês, ambas relacionadas ao dinheiro inglês[carece de fontes?]). Em 1880, o nome foi alterado para Casa de Depuneri, Consemnațiuni Economi Economie ("Depósitos, Consignações e Casa de Poupança"). Em 1881, a Casa de Economie ("Casa de Poupança"), financeiramente independente, foi criada sob sua égide.

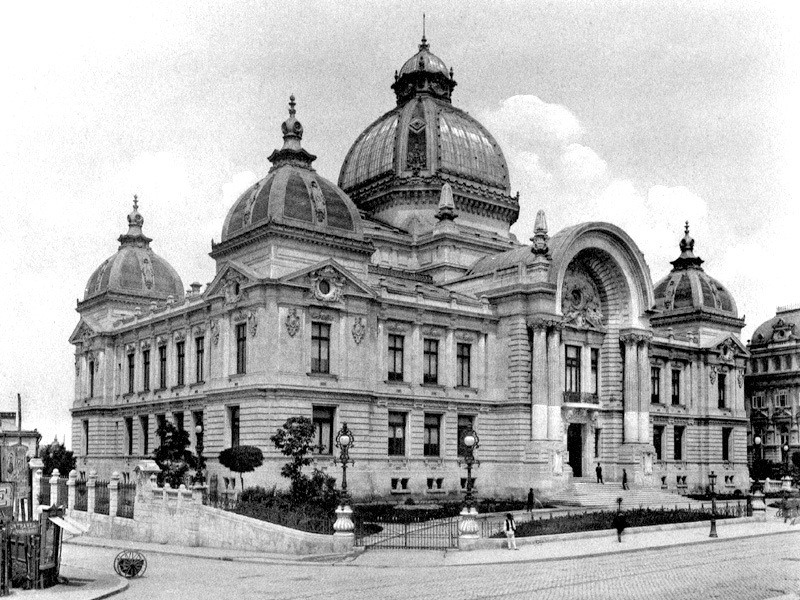
O Palácio CEC logo após sua conclusão

Em 1887, a pedra angular do Palácio CEC foi estabelecida; o edifício abriu como sede do banco em 1900. Em 2012, o CEC Bank ainda está sediado no país, embora o prédio tenha sido vendido ao município de Bucareste para um eventual museu; O CEC Bank está arrendando o edifício até que eles construam ou obtenham uma sede moderna apropriada.[carece de fontes?]
A Romênia entrou na Primeira Guerra Mundial tardiamente, no lado dos Aliados ou Ententes, e foi em grande parte invadida pelas forças dos Impérios Centrais.[carece de fontes?] Uma parte da administração do banco permaneceu em Bucareste ocupada, enquanto outra parte foi transferida para Iași, no nordeste da Romênia. O primeiro ministro Ion I. C. Brătianu decidiu enviar o tesouro do Banco, bem como outros ativos, incluindo o tesouro do Banco Nacional da Romênia, para Iași e depois para Moscou.

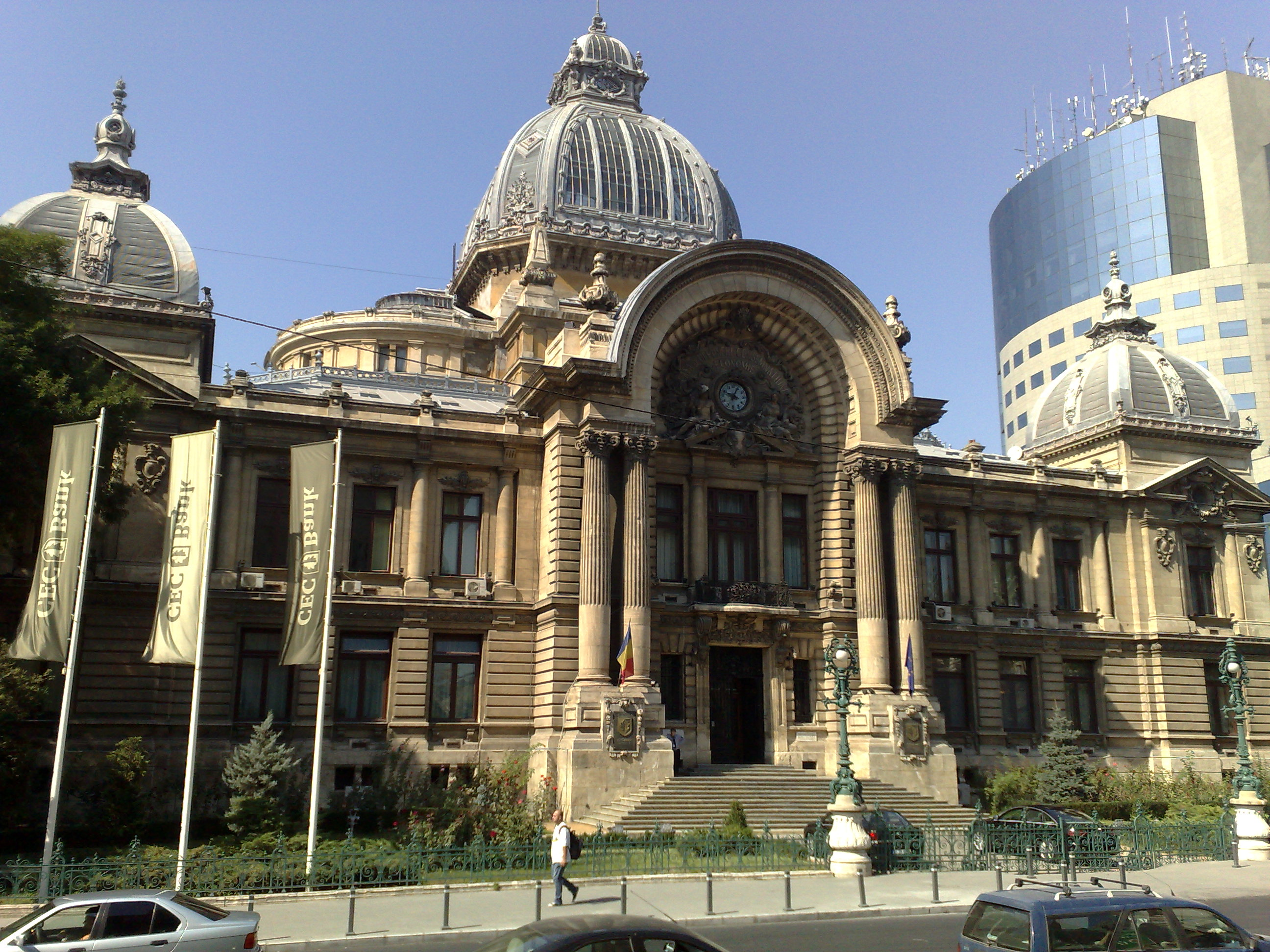
Edifício atual

Em 1930, a Casa de Economie foi desmembrada como uma instituição em si mesma, a Casa Generala de Economii ("Casa Geral de Poupança" ou "Banco Geral de Poupança"), que em 1932 se tornou a Casa Nacional de Economia e Cecuri Postale ("Casa Nacional de Poupança e Cheques Postais", "Banco Nacional de Poupança e Cheques Postais", etc.) As duas entidades foram reunidas no início da era comunista, em 1948.
Na Romênia comunista, a CEC criou vários tipos de contas, incluindo contas de poupança de cadernetas com várias combinações de juros e prêmios, e abriu filiais em toda a Romênia. De 1970 a 1985, a CEC também fez empréstimos à habitação. Após a revolução de 1989, a CEC iniciou atividades como conceder empréstimos a outros bancos e negociar títulos do governo. Em 1996, a Lei nº 66 reorganizou a CEC como uma sociedade anônima com o Ministério das Finanças como seu único acionista. A partir de 2005, foram adotadas medidas de privatização. Uma tentativa de privatização em 2006 foi interrompida quando o governo ficou insatisfeito com as propostas. A possibilidade de privatização está em jogo desde janeiro de 2011.